# Веремиенко, Олег Константинович
Оле́г Константи́нович Вереми́енко (укр. Олег Костянтинович Веремієнко, род. 13 февраля 1999, Новоукраинка, Кировоградская область) — украинский футболист, защитник клуба «Полтава».

## Клубная карьера
Футболом начал заниматься в Новоукраинке в местной ДЮСШ. Потом играл в юношеском чемпионате Кировоградской области за команду «Звезда-Спартак» Кропивницкий. В ДЮФЛ начал выступления в составе львовского клуба УФК при Львовском государственном училище физической культуры, после окончания которого попал в юношескую команду «Карпат». 12 февраля 2019 года был отдан в аренду в клуб Второй лиги «Калуш».

## Карьера в сборной
Летом 2018 года вместе с юношеской сборной Украины попал на чемпионат Европы среди игроков не старше 19 лет в Финляндии, с которой дошёл до полуфинала. В 2019 году поехал с командой U-20 на молодёжный чемпионат мира в Польше, заменив в последний момент травмированного Виталия Миколенко. В составе сборной стал чемпионом мира.

## Достижения
- Чемпион мира среди молодёжных сборных: 2019

### Награды
- Орден «За заслуги» III степени (2019)[7]